# Халимон, Андрей
Андрей Халимон (род. 1 января 1990) — российский актер. Чешским зрителям он известен по роли русского мальчика в фильме Яна Сверака «Коля». В 1996 году он был удостоен кинопремии «Чешский лев» за лучшую мужскую роль второго плана.
Из-за экономического кризиса в России он на два года остался в Чехии, где начал учиться в школе и сниматься в рекламе. Однако в Чехии его не стали приглашать на дальнейшую работу в кино, и он вернулся в Россию, где снялся в нескольких сериалах. В России он хотел изучать театральное искусство после начальной и средней школы, но его не приняли, и он изучал государственное управление. Работал в кинопроизводстве, продавцом электротоваров, затем в военкомате, а в 2019 году - продавцом элитных часов. Он холост и бездетен.

## Выбор из фильмографии
- Коля 1996 год
- Mu-Mu 1998 год
- Prima la musica... poi le parole 2000 год